# 30 septembre
Pour les articles homonymes, voir Trente-Septembre.
30 août 30 octobre
Chronologies thématiques
- Croisades
- Ferroviaires
- Sports
- Disney
- Anarchisme
- Catholicisme

Abréviations / Voir aussi
- (° 1852) = né en 1852
- († 1885) = mort en 1885
- a.s. = calendrier julien
- n.s. = calendrier grégorien
- Calendrier
- Calendrier perpétuel
- Liste de calendriers
- Naissances du jour

Le 30 septembre est le 273e jour de l'année du calendrier grégorien, 274e lorsqu'elle est bissextile (il en reste ensuite 92).
C'était généralement l'équivalent du 9 vendémiaire du calendrier républicain ou révolutionnaire français, officiellement dénommé jour du panais.
Son équivalent tombe toujours un samedi du calendrier universel, où il n'existe pas de 31 septembre lui faisant suite contrairement à d'autres fins de mois de son année type.

## Événements

### Vesiècle
- 489 : l'armée ostrogoth de Théodoric le Grand écrase celle de son ennemi Odoacre à la bataille de Vérone.

### XVIIIesiècle
- 1748 : les troupes britanniques lèvent le siège devant Pondichéry, Dupleix ayant réussi à défendre victorieusement la ville dans le cadre de la guerre de succession d'Autriche.
- 1772 : première partition de la Pologne.
- 1793 : première bataille de Noirmoutier, lors de la guerre de Vendée.

### XIXesiècle
- 1859 : ce jour de la Saint-Jérôme, le chef apache futur Geronimo venge sa famille assassinée par des Mexicains. Les cris des Mexicains invoquant saint Jérôme pour leur défense («Géronimo ! Géronimo !») l'inspirent, et il prend alors ce surnom.
- 1868 : la reine Isabelle II d'Espagne est forcée à s'exiler en France.
- 1896 : signature d'une convention franco-italienne, dans laquelle Rome renonce à ses prétentions sur la Tunisie.

### XXesiècle
- 1921 : signature de la Convention internationale pour la répression de la traite des femmes et des enfants.
- 1938 : signature des accords de Munich, mettant fin à la crise des Sudètes.
- 1941 : massacre de Babi Yar (Ukraine), où près de 33 000 civils, principalement juifs, sont tués par les nazis.
- 1947 : le Pakistan et le Yémen deviennent membres de l'ONU.
- 1966 : le Botswana adopte son nom, après son indépendance à l'intérieur du Commonwealth.
- 1971 : un accord destiné à empêcher un conflit nucléaire accidentel est signé par les États-Unis et l'URSS.
- 1983 : en France, attentat de la foire internationale de Marseille, revendiqué par plusieurs groupes.
- 1991 : en Haïti, Jean-Bertrand Aristide est renversé par un coup d'État militaire dirigé par le général Raoul Cédras.
- 1992 : José Eduardo dos Santos devient président de l'Angola.

### XXIesiècle
- 2010 : en Équateur, une tentative de coup d'État échoue à renverser le gouvernement de Rafael Correa.
- 2015 : début de l'intervention militaire russe lors de la guerre civile syrienne.
- 2018 : en Macédoine, lors d'un référendum, plus de 90% des votants se prononcent favorablement sur l'accord avec la Grèce et, par suite, sur l'adhésion à l'Union européenne et à l'OTAN, avec toutefois une participation de seulement 36 %.
- 2019 : 
  - en France, la journée de deuil national décrétée après la mort de Jacques Chirac est le cadre d'une cérémonie solennelle, aux Invalides puis en l'église Saint-Sulpice, la cathédrale Notre-Dame de Paris étant impraticable du fait de son incendie partiel en avril précédent.
  - Au Pérou, dissous quelques heures plus tôt, le parlement vote la suspension du président Martín Vizcarra[1].
- 2022 : 
  - au Burkina Faso, un nouveau coup d'État, survient huit mois après celui de janvier[2].
  - Annexion par la Russie, des oblasts ukrainiens de Donetsk, Kherson, Louhansk et Zaporijjia[3].
- 2023 : 
  - aux Maldives, Mohamed Muizzu remporte l’élection présidentielle[4].
  - en Slovaquie, les élections législatives ont lieu afin de renouveler les 150 députés du Conseil national. Et c'est le parti du SMER – social-démocratie de Robert Fico qui l'emporte[5].
- 2024 : 8e jours des bombardements israéliens au Liban qui font état de 95 morts et 172 blessés de plus[6].

## Arts, culture et religion
- 1124 : consécration de l'abbatiale de l'abbaye d'Orval, dans l'actuelle province belge de Luxembourg.
- 1791 : première représentation de La Flûte enchantée, de Mozart.
- 1952 : projection à New York du premier film en Cinérama.
- 1989 : la piscine municipale Molitor ferme ses portes à Paris 16è, paquebot blanc inauguré 60 ans auparavant en présence du nageur olympique Johnny Weissmuller futur Tarzan au cinéma, fleuron de l'art déco devenu partie intégrante d'un hôtel de luxe en 2014[7].
- 1994 : inauguration de la Grande mosquée de Lyon.
- 1999 : l'écrivain allemand Günter Grass reçoit le prix Nobel de littérature.
- 2005 : parution dans le quotidien danois Jyllands-Posten de caricatures de Mahomet, ce qui provoque violences, boycotts et menaces de mort[8].
- 2019 : le Conseil de l'Europe décerne le prix Václav-Havel à l'intellectuel ouïghour Ilham Tohti, et à l'Initiative des jeunes pour les droits de l'homme[9].
- 2024 : le prix des droits de l'homme Václav-Havel est décerné à María Corina Machado, femme politique vénézuélienne[10].

## Sciences et techniques
- 1975 : 1er vol du prototype de l'AH-64 Apache.
- 1999 : accident nucléaire dans l'usine de traitement d'uranium de Tokaimura au Japon.
- 2016 : la sonde spatiale Rosetta s’écrase sur la comète Tchouri.

## Économie et société
- 1993 : dans l'ouest de l'Inde, séisme meurtrier, d'une magnitude de 6,4, qui fait plus de 20 000 victimes.
- 2002 : tremblement de terre en Bretagne, d'une magnitude de 5,5[11].
- 2009 : séisme de 2009 à Sumatra.

## Naissances

### XIIIesiècle
- 1207 : Jalal Ud Din Rumi, mystique persan († 17 décembre 1273).

### XVIesiècle
- 1525 : Giovanni Pierluigi da Palestrina, musicien italien († 2 février 1594).
- 1572 : Denis-Simon de Marquemont, archevêque et cardinal français († 16 septembre 1626).
- 1594 : Marc-Antoine Girard de Saint-Amant, poète français († 29 décembre 1661).

### XVIIesiècle
- 1655 : Charles III de Rohan-Guéméné, aristocrate français († 10 octobre 1727).
- 1672 : Jean L'Archevêque, explorateur et marchand français († 20 août 1720).
- 1679 : Jacques Cassard, marin et corsaire français ( † 21 janvier 1740).
- 1681 : Scipion-Jérôme Bégon, prélat français († 28 décembre 1753).
- 1689 : Jacques Aubert, compositeur et violoniste français († 19 mai 1753).

### XVIIIesiècle
- 1732 : Jacques Necker, financier et homme politique suisse († 9 avril 1804).
- 1737 : Morten Thrane Brunnich, zoologiste et minéralogiste danois († 19 septembre 1827).
- 1762 : Charles Philibert Gabriel Le Clerc de Juigné, militaire et parlementaire français des XVIIIe et XIXe siècles († 14 mars 1819).
- 1765 : José María Morelos y Pavon, prêtre et insurgé mexicain († 22 décembre 1815).
- 1767 : Melchiorre Gioia, économiste, journaliste et homme politique italien († 2 janvier 1829).

### XIXesiècle
- 1834 : Louis Mouillard, pionnier français de l'aéronautique († 20 septembre 1897).
- 1836 : François Taillefer, homme politique français († 27 décembre 1908).
- 1851 : Carlo Anadone, peintre italien († 8 mars 1941).
- 1852 : Charles Villiers Stanford, compositeur irlandais († 29 mars 1924).
- 1854 : Amédée Forestier, peintre franco-britannique.
- 1857 : Hermann Sudermann, romancier et dramaturge allemand († 21 novembre 1928).
- 1861 : William Wrigley Jr., industriel américain, fondateur de la Wm. Wrigley Jr. Company († 26 janvier 1932).
- 1863 : Reinhard Scheer, amiral allemand († 26 novembre 1928).
- 1870 : Jean Perrin, physicien, chimiste et homme politique français, prix Nobel de physique en 1926 († 17 avril 1942).
- 1882 :
  - George Bancroft, acteur américain († 2 octobre 1956).
  - Hans Geiger, physicien allemand († 24 septembre 1945).
- 1883 : Arthur Livingston, universitaire américain, spécialiste des langues et littératures romanes († 11 février 1944).
- 1886 : Gaston Ramon, vétérinaire et biologiste français († 8 juin 1963).
- 1887 : Lil Dagover (Maria Antonia Seubert dite), actrice allemande († 23 janvier 1980).
- 1890 : André Gobert, joueur de tennis français, double champion olympique en 1912 († 6 décembre 1951).
- 1895 : 
  - Albert Francis Hegenberger, pilote et major général américain († 31 août 1983).
  - Lewis Milestone, réalisateur américain († 25 septembre 1980).
- 1897 : Gaspar Cassadó, violoncelliste et compositeur espagnol († 24 décembre 1966).
- 1899 : André Pierrel, Acteur français († 16 mai 1979).
- 1900 : Jérôme Besnard, prêtre et résistant français († 4 avril 1968).

### XXesiècle
- 1905 : 
  - Michael Powell, réalisateur et producteur de cinéma britannique († 19 février 1990).
  - Bobby Pearce, rameur australien, double champion olympique († 20 mai 1976).
- 1906 : Mireille (Mireille Hartuch dite), compositrice-interprète française († 29 décembre 1996).
- 1908 : David Oïstrakh, violoniste russe († 24 octobre 1974).
- 1915 : Vera Bulatova, archéologue et historienne ouzbèke († 11 décembre 2014).
- 1917 :
  - Park Chung Hee, homme d’État sud-coréen, président de la Corée du Sud de 1963 à 1979 († 26 octobre 1979).
  - Daniel-Yitzhak Levy, homme politique israélien († 13 février 1995).
  - Buddy Rich, batteur de jazz américain († 2 avril 1987).
- 1918 :
  - Giovanni Canestri, cardinal italien, archevêque émérite de Gênes († 29 avril 2015).
  - René Rémond, historien, politologue et académicien français († 14 avril 2007).
- 1919 : Roberto Bonomi, pilote de courses automobile argentin († 10 janvier 1992).
- 1920 : Henri Labit, officier, résistant, compagnon de la Libération († 3 mai 1942).
- 1921 :
  - Deborah Kerr, actrice britannique († 16 octobre 2007).
  - Stanisław Nagy, cardinal polonais († 5 juin 2013).
- 1922 : 
  - Michel Lemoine, acteur et réalisateur français († 27 juillet 2013).
  - Albert Raisner, harmoniciste, animateur et producteur de télévision et de radio français († 1er janvier 2011).
- 1924 : Truman Capote (Truman Streckfus Persons dit), écrivain américain († 25 août 1984).
- 1925 : Jacques Solness (Jacques Buchez dit)), présentateur, créateur et producteur français de télévision († 24 avril 2010).
- 1926 : Robin Roberts, joueur de baseball américain († 6 mai 2010).
- 1928 : Elie Wiesel, écrivain américain d'origine roumaine, prix Nobel de la paix en 1986 († 2 juillet 2016).
- 1930 : Roselyn P. Epps, pédiatre américaine († 29 septembre 2014).
- 1931 : Angie Dickinson, actrice américaine.
- 1932 : 
  - Shintarō Ishihara, écrivain et homme politique japonais († 1er février 2022).
  - Johnny Podres, lanceur de baseball américain († 13 janvier 2008).
- 1934 :
  - Alan A'Court, footballeur puis entraîneur anglais († 14 décembre 2009).
  - Anna Kashfi, actrice anglo-indienne († 21 août 2015).
  - Yvon Morvan, benjamin des frères Morvan, agriculteurs en trio ex-quatuor de chanteurs bretons brittophones traditionnels († 19 août 2022).
- 1935 : Johnny Mathis, chanteur américain.
- 1937 : Michel Host, écrivain français († 6 juin 2021).
- 1939 : 
  - Michel Barouille, chanteur français de génériques TV.
  - Jean-Marie Lehn, chimiste français, prix Nobel de chimie en 1987.
- 1940 : Pierre Briant, historien de l'antiquité français.
- 1942 : Frankie Lymon, chanteur américain († 27 février 1968).
- 1943 : Conchita Lacuey, femme politique française.
- 1944 :
  - Bernard Debré, urologue et homme politique français, ancien ministre, ancien conseiller municipal de Paris († 13 septembre 2020).
  - Jean-Louis Debré, homme politique français, ministre de l'intérieur de 1995 à 1997, ancien Président du Conseil constitutionnel français.
  - Diane Dufresne, chanteuse, comédienne et peintre québécoise.
  - Jimmy Johnstone, footballeur écossais († 13 mars 2006).
- 1945 : Ehud Olmert, homme politique israélien, premier ministre de 2006 à 2009.
- 1946 :
  - Jochen Mass, pilote de F1 et d'endurance allemand.
  - Dan O'Bannon, scénariste américain († 17 décembre 2009).
  - Raël (Claude Vorilhon dit), chanteur, journaliste, fondateur et guide spirituel du Mouvement raëlien.
- 1947 : Marc Bolan, chanteur britannique († 16 septembre 1977).
- 1948 : Mary P. Anderson, professeure d'hydrogéologie
- 1949 : Michel Tognini, spationaute français.
- 1952 : Svein Mathisen, footballeur norvégien († 27 janvier 2011).
- 1953 : Jean-Michel Fourgous, homme politique français.
- 1956 : Manuel Tadros, auteur-compositeur et acteur québécois.
- 1957 : Fran Drescher (Francine Joy Drescher dite ), actrice américaine.
- 1959 : Vladimir Muravyov, athlète kazakhe, double champion olympique du relais 4 x 100 m.
- 1961 :
  - Eric Stoltz, acteur américain.
  - Eric van de Poele, pilote de courses automobile belge.
- 1962 :
  - Yves Citton, professeur, philosophe et théoricien de la littérature français.
  - Rolf Gölz, cycliste sur piste et sur route allemand.
  - Frank Rijkaard, footballeur puis entraîneur néerlandais.
  - Bruno Roger Petit, journaliste français, chroniqueur et conseiller politique.
  - Jean-Paul van Poppel, cycliste sur route puis directeur sportif néerlandais.
- 1964 :
  - Monica Bellucci, actrice italienne.
  - Guia Benachvili, homme politique géorgien.
  - Anthony Delon, acteur français.
  - Stephen N. Frick, astronaute américain.
  - Franck Marlin, homme politique français.
  - Mike McKay, rameur d'aviron australien, champion olympique.
- 1965 : Corine Serra-Tosio, tireuse sportive française.
- 1968 : Hervé Renard, footballeur puis entraîneur français.
- 1969 : Stéphane Castaignède, joueur de rugby français.
- 1970 : Eric Piatkowski, basketteur américain.
- 1971 : Jenna Elfman, actrice américaine.
- 1972 :
  - Mélanie Angélie, actrice française, animatrice de radio et de télévision.
  - Ari Behn, écrivain norvégien, ex-mari de la princesse Märtha Louise de Norvège († 25 décembre 2019).
  - Bruno Carotti, footballeur français.
  - Jéronimo (Jérôme Mardaga dit), chanteur belge.
- 1974 : Frederik Haùgness, acteur belge.
- 1975 :
  - Marion Cotillard, actrice française.
  - Georges-Alain Jones, chanteur et commentateur sportif français.
  - Laure Pequegnot, skieuse alpine française.
  - Marius Urzică, gymnaste roumain, champion olympique.
- 1977 :
  - Matt Houston chanteur français.
  - Jean-Sébastien Jaurès, footballeur français.
  - Juan Magán, DJ et chanteur espagnol.
  - Candice Michelle, catcheuse professionnelle américaine luttant à la WWE.
  - Maia Brewton , actrice américaine.
- 1978 : Andrej Jerman, skieur alpin slovène.
- 1979 : Gérald Moizan, guitariste français.
- 1980 : 
  - Martina Hingis, joueuse de tennis suisse.
  - Guillermo Rigondeaux, boxeur cubain, double champion olympique.
- 1981 : 
  - Cathrine Kraayeveld, basketteuse américaine.
  - Dominique Moceanu, gymnaste américaine, championne olympique.
- 1982 :
  - Lacey Chabert, actrice américaine.
  - Kieran Culkin, acteur américain.
  - Mónica Jaramillo, journaliste, mannequin, reine de beauté et présentatrice de télévision colombienne.
  - Clément Parmentier, humoriste et comédien français.
- 1983 : Andreea Răducan, gymnaste roumaine, championne olympique.
- 1984 : Gemma Massey, actrice pornographique britannique.
- 1986 :
  - Olivier Giroud, footballeur professionnel français.
  - Cristián Eduardo Zapata, footballeur colombien.
  - Ilaria Gaspari, écrivaine et philosophe italienne.
- 1988 : Chris Wright, basketteur américain.
- 1989 : Jasmine Thomas, basketteuse américaine.
- 1991 : Joffrey Lauvergne, basketteur français.
- 1993 : Abibatou Yaya, escrimeuse togolaise.
- 1997 : 
  - Amandine Petit, reine de beauté normande et française élue Miss Normandie en 2020 puis 91e Miss France en 2021 lors du centenaire du concours, 13e lors de la 69e édition consécutive de Miss Univers.
  - Max Verstappen, pilote automobile néerlandais.

### XXIesiècle
- 2002 :
  - Levi Miller, acteur américain.
  - Maddie Ziegler, actrice, mannequin et danseuse américaine.

## Décès

### IVesiècle
- Vers 331 voire 328 (l'équivalent du 30 septembre d'un calendrier julien) : 
  - Grégoire (Ier) l'Illuminateur (Գրիգոր Ա Լուսաւորիչ en arménien), évangélisateur et premier catholicos de l'Arménie devenu saint patron de son pays (° v. 257).

### Vesiècle
- 420 : Saint Jérôme de Stridon (° v. 340).

### VIIesiècle
- 653 : Chindaswinth, roi des Wisigoths d'Espagne (° 563).

### VIIIesiècle
- 788 : Abd al-Rahman I, fondateur de l'émirat omeyade indépendant al-Andalus (° mars 731)

### XIIesiècle
- 1149 : Arnaud de Lévézou, évêque de Béziers, puis archevêque de Narbonne (° inconnue).

### XIIIesiècle
- 1288 : Lech II le Noir, duc de Cracovie (° v. 1241).

### XVIesiècle
- 1560 : Melchor Cano, religieux dominicain, théologien, philosophe et évêque espagnol (° 1er janvier 1509).
- 1572 : François Borgia, duc de Gandie et vice-roi de Catalogne (º 26 octobre 1510).

### XVIIesiècle
- 1640 : 
  - Charles Ier de Lorraine, 4e duc de Guise, homme politique français, (° 2 août 1571).
  - Charles-Henri de Clermont-Tonnerre, militaire français (° 20 mars 1571).

### XIXesiècle
- 1843 : Richard Harlan, médecin, zoologiste et paléontologue américain (° 19 septembre 1796).
- 1868 : Clemente Folchi, ingénieur et architecte italien (° 14 novembre 1780).
- 1886 : 
  - Franz Adam, peintre allemand (° 4 mai 1815).
  - Joseph-Émile Belot, historien français (° 24 septembre 1829).
  - Eduard von Bomhard, homme politique allemand (° 2 octobre 1809).
  - Botho von Hülsen, intendant de théâtre allemand (° 10 décembre 1815).
  - Bedford Clapperton Trevelyan Pim, amiral, explorateur et homme politique britannique (° 12 juin 1826).
- 1891 : Georges Boulanger, général et homme politique français (° 29 avril 1837).
- 1897 : Thérèse de Lisieux (Sainte Thérèse de l'Enfant-Jésus et de la Sainte-Face), carmélite, Docteur de l'Église et sainte catholique (° 2 janvier 1873).

### XXesiècle
- 1909 : Eugène Pirou, photographe et cinéaste français (° 26 septembre 1841).
- 1913 : Rudolf Diesel, inventeur franco-allemand de la machine thermique à combustible lourd (° 18 mars 1858).
- 1918 : Ingersoll Lockwood, avocat et écrivain américain (° 2 août 1841).
- 1928 : Agnès Souret, mannequine, comédienne et danseuse française, première Miss France (« la plus belle femme de France ») en 1920 (° 21 janvier 1902).
- 1942 :
  - Hermann Kurtz, collectionneur et prestidigitateur roumain (° 17 mars 1873) ;
  - Hans-Joachim Marseille, pilote de chasse allemand durant la seconde guerre mondiale (° 13 décembre 1919).
- 1955 : James Dean, acteur américain, dans un accident de voiture (° 8 février 1931).
- 1960 : Victor Morin, notaire et homme politique québécois (° 15 août 1865).
- 1961 : Onésime Gagnon, homme politique québécois (° 23 octobre 1888).
- 1962 : Paul Guihard, journaliste français notamment actif aux États-Unis (° 1931).
- 1966 : Vicente Pastor, matador espagnol (° 30 janvier 1879).
- 1968 : Jeanne L. Gauzy, peintre française (° 4 janvier 1886).
- 1970 : Sid Jordan, 81 ans, acteur de cinéma américain, essentiellement actif pendant la période du cinéma muet (° 12 août 1889).
- 1972 : Edgar George Ulmer, réalisateur américain (° 17 septembre 1904).
- 1977 : Mary Ford, chanteuse américaine (° 7 juillet 1924).
- 1978 : Edgar Bergen, ventriloque et acteur américain (° 16 février 1903).
- 1984 : Anna Świrszczyńska, poétesse polonaise (° 7 février 1909).
- 1985 :
  - Charles Francis Richter, sismologue américain (° 26 avril 1900) ;
  - Simone Signoret, actrice française (° 25 mars 1921).
- 1987 : Alfred Bester, auteur de science-fiction (° 18 décembre 1913).
- 1989 :
  - Horace Alexander, quaker britannique, professeur et écrivain, pacifiste et ornithologue (° 30 juillet 1889).
  - Virgil Thomson, compositeur américain (° 25 novembre 1896).
- 1990 :
  - Alice Parizeau, écrivaine et journaliste québécoise (° 25 juillet 1930).
  - Patrick White, écrivain australien et prix Nobel de littérature 1973 (° 28 mai 1912).
  - Michel Leiris, écrivain, poète et ethnologue français (° 20 avril 1901).
- 1991 : Jean Beetz, enseignant universitaire et juge québécois (° 27 mars 1927).
- 1994 :
  - Pierre Sabbagh, pionnier de la télévision française et créateur du premier journal télévisé en 1949 (° 18 juillet 1918).
  - Roberto Eduardo Viola, chef d'état argentin en 1981 (° 13 octobre 1924).
- 1995 : Jean-Luc Pépin, homme politique québécois (° 1er novembre 1924).
- 1996 :
  - Élisabeth Gille, traductrice, directrice littéraire et écrivaine française (° 20 mars 1937).
  - Marcel Mansat, footballeur français (° 7 décembre 1924).
- 1997 :
  - Louis Chassé, journaliste et commentateur sportif canadien (° 24 janvier 1925).
  - Nobuo Fujita, pilote de l'armée de l'air japonais (° 1911).
  - Pierre Granche, sculpteur canadien (° 14 mars 1948).
  - Delos V. Smith Jr., acteur américain (° 2 juin 1906).
- 1998 :
  - Béatrice Appia, peintre française (° 3 décembre 1899).
  - Jean-Marie Commenay, avocat et homme politique français (° 18 juin 1924).
  - Marius Goring, acteur britannique (° 23 mai 1912).
  - Bruno Munari, artiste plasticien (° 24 octobre 1907).
  - Stephen Pearlman, acteur américain (° 26 février 1935).
  - Francis Pellerin, sculpteur français (° 2 avril 1915).
  - Robert Lewis Taylor, écrivain américain (° 24 septembre 1912).

### XXIesiècle
- 2002 : William Samuel Verplanck Junior, psychologue américain (° 16 janvier 1916).
- 2007 : Milan Jelić, homme politique serbe (° 26 mars 1956).
- 2010 : Stephen J. Cannell, scénariste et producteur de télé américain (° 5 février 1941).
- 2011 : 
  - Anwar al-Awlaqi, présumé terroriste américain (° 22 avril 1971).
  - Capulina, acteur et humoriste mexicain (° 6 janvier 1927).
  - Samir Khan, islamiste américain (° 25 décembre 1985).
  - Franck Nivault, footballeur, entraîneur, dirigeant de football et chef d'entreprise français (° 9 mars 1948).
  - Clifford Olson, tueur en série canadien (° 1er janvier 1940).
  - Ralph Steinman, immunologiste et biologiste d'origine québécoise (° 14 janvier 1943).
- 2012 : 
  - Claude Brulé, journaliste, dramaturge, scénariste et dialoguiste français (° 22 novembre 1925).
  - Mary Freeman-Grenville, une pair et femme politique britannique (° 18 août 1922).
  - Barbara Ann Scott, patineuse artistique canadienne (° 9 mai 1928).
  - Shlomo Venezia, écrivain juif italien (° 26 juillet 1923 ou 29 décembre 1923).
- 2013 :
  - Anthony Hinds, producteur et scénariste britannique (° 19 septembre 1922).
  - Ruth Maleczech, actrice de théâtre américaine (° 8 janvier 1939).
  - Rangel Valchanov, acteur et réalisateur de cinéma bulgare (° 12 octobre 1928).
- 2014 : Elina Labourdette, actrice française, veuve de Louis Pauwels (° 21 mai 1919).
- 2016 :
  - Ted Benoit, dessinateur et scénariste français (° 25 juillet 1947).
  - Lionel Duval, journaliste sportif canadien (° 11 février 1933).
  - Bernard Faure, acteur français (° 1929).
  - Jihad Qassab, joueur de football syrien (° 13 juillet 1975).
  - Brahim Zniber, homme d'affaires, agriculteur et vigneron marocain (° v. 1922).
- 2017 :
  - Elizabeth Baur, actrice américaine (° 1er décembre 1947).
  - Raymond Lebrun, journaliste sportif québécois (° 11 septembre 1932).
- 2019 : 
  - André Gaillard, humoriste et acteur français du duo Les Frères ennemis (° 19 décembre 1927).
  - René Mella, chanteur français des Compagnons de la chanson (° 6 juin 1926).
  - Jessye Norman, cantatrice soprano américaine (° 15 septembre 1945).
- 2020 : Quino (Joaquín Salvador Lavado Tejón dit), dessinateur de bande dessinée argentin (° 17 juillet 1932).
- 2021 :
  - Andrée Boucher, actrice canadienne (° 19 septembre 1938)
  - Francis Dannemark, écrivain belge (° 19 avril 1955)
  - Carlisle Floyd, compositeur d'opéras américain (° 11 juin 1926)
  - Ravil Isyanov, acteur russe installé aux États-Unis (° 20 août 1962)
  - Jacques Lizène, artiste belge se définissant comme « inventeur de l'art nul » (° 5 novembre 1946)
  - José Pérez Francés, coureur cycliste espagnol (° 27 décembre 1936)
- 2022 : Iouri Zaïtsev, haltérophile soviétique devenu ukrainien (° en 1951).
- 2024 :
  - Hieronymus Herculanus Bumbun, prélat indonésien (° 5 août 1937).
  - Věra Černá, gymnaste artistique tchécoslovaque puis tchèque (° 17 mai 1963).
  - Farida, chanteuse italienne (° 26 septembre 1946).
  - Fayo, auteur-compositeur-interprète et musicien canadien (° 18 octobre 1977).

## Célébrations
- Journée mondiale de la traduction, à l'occasion de la Saint-Jérôme du saint patron des traducteurs[12].
- Journée internationale des droits au blasphème[13],[14]
- Journée des Thunderbirds[15]
- Arménie et ses diasporas : fête patronale de Saint Krikor, Krekor ou Grégoire Ier l'Illuminateur.
- Australie : jour Save The Koala, pour le sauvetage des koalas et leurs habitats naturels[16]
- Botswana : fête nationale célébrant l'indépendance du pays en 1966.
- Sao Tomé-et-Principe : jour commémoratif de nationalisations, les nacionalizações.

### Religion
- Célébration de la naissance de Rûmî, maître spirituel musulman[17]

#### Saints des Églises chrétiennes

##### Saints catholiques et orthodoxes
Saints du jour, :
- Ansbert (VIIe siècle), Abbé de Moissac.
- Antonin (IIIe siècle), Ermite en Italie.
- Aristakès (IVe siècle), évangélisateur de l'Arménie - Fils de Grégoire l'illuminateur.
- Eusébie (+ v. 497), abbesse à Marseille.
- Grégoire († vers 335), Grégoire ou Krikor l'Illuminateur, apôtre de l'Arménie.
- Honorius († 653), Archevêque de Cantorbéry.
- Jérôme († 420 selon la date occidentale), traducteur de la Bible en latin (la Vulgate), docteur voire père de l'Église.
- Léry (VIIe siècle), Moine.
- Michel († 992), Michel de Kiev, premier évêque de ladite ville en actuelle Ukraine (lendemain de la saint-Michel archange).
- Ours de Soleure (IIIe siècle), martyr[20].
- Tancred, Torthred et Tova († 869), martyrs.
- Victurnien (VIe siècle), Ermite en Limousin.

#### Saints et bienheureux catholiques
- Aimé († 1093), évêque italien.
- Conrad d'Urach († 1227), Abbé et cardinal.
- Félicia Meda († 1446), bienheureuse Clarisse italienne.
- François de Borgia († 1572), jésuite espagnol - fêté le 3 octobre par les jésuites.
- Frédéric Albert († 1876), bienheureux prêtre italien.
- Guillaume de Bruxelles († 1236), Abbé.
- Ismidon de Sassenage († 1115), évêque de Die.
- Jean-Nicolas Cordier († 1794), bienheureux prêtre français et martyr.
- Simon de Vexin († 1082), Moine.

##### Saint orthodoxe
Saint du jour, aux dates éventuellement "juliennes" / orientales :
- Michel († 992), Michel de Kiev, premier évêque de ladite ville en actuelle Ukraine (lendemain de la saint-Michel archange).

### Prénoms du jour
Jérôme ; ses variantes, orthographique Gérôme, et autres Géromin, Geronimo, Géronimo, Jerry, Jerzy, Jiri ; et leurs formes féminines : Jéromine, Jeromina, Jéromina, Géronima, etc. (voir les Jérémie, Jérémy et leurs variantes les 1er mai).
Et aussi  :
- Honorius,
- Krikor, Krekor voire Krikorian & Krekorian, Grégoire et toutes leurs autres variantes linguistiques (voir 3 septembre plus grégorien calendairement, par exemple, et Mgnr Grégoire Pierre XX Ghabroyan / Krikor Bedros XX Ghabroyan).
- Aux Leri, Louri.
- Aux Ours et ses variantes voire dérivés : Orso, Ursin(o), Ursula, Ursule, Ursulin(e ou -a), etc.

## Traditions et superstitions

### Dictons du jour
- « À la Saint-Jérôme, hoche tes pommes. »[21]
- « Saint-Jérôme venu, sors ta charrue. »[22]

### Astrologie
- Signe du zodiaque : huitième jour du signe astrologique de la Balance.

## Toponymie
- Plusieurs voies, places, sites ou édifices de pays ou provinces francophones contiennent la date du jour dans leur nom sous différentes graphies possibles : voir Trente-Septembre.